# Diplothyron fuscus
Espèce
Diplothyron fuscus est une espèce d'araignées aranéomorphes de la famille des Linyphiidae.

## Distribution
Cette espèce se rencontre au Venezuela, en Colombie, au Panama, au Costa Rica et au Mexique.

## Description
La femelle holotype et la femelle paratype mesurent 3,45 et 4,0 mm.
Le mâle décrit par Silva-Moreira et Hormiga en 2022 mesure 4,29 mm et la femelle 4,11 mm, les mâles mesurent de 3,89 à 4,32 mm et les femelles de 3,56 à 4,11 mm.

## Systématique et taxinomie
Cette espèce a été décrite par Millidge en 1991.

## Publication originale
- Millidge, 1991 : « Further linyphiid spiders (Araneae) from South America. » Bulletin of the American Museum of Natural History, no 205, p. 1-199 (texte intégral).